# 내일은 사랑
《내일은 사랑》은 1992년 11월 10일부터 1994년 10월 25일까지 방영된 주간 청춘 드라마인데 이병헌 김현아 김정균 등 일부를 제외한 대부분 공채 출신의 탤런트 기용을 기피하여 비난을 샀다.

## 소개
오랜 기간 친분을 유지해 온 같은 대학 동기 5명이 문화비평재단이라는 작은 동아리를 결성하면서 벌이는 여러 가지 일을 다룬 드라마

## 방송 시간
- 1992년 11월 10일 ~ 1994년 2월 15일 : 매주 화요일 밤 8시 5분 ~ 9시
  - 시보광고 : 데이콤 002
- 1994년 2월 27일 ~ 1994년 4월 24일 : 매주 일요일 저녁 6시 10분 ~ 7시
- 1994년 5월 1일 ~ 1994년 10월 9일 : 매주 일요일 저녁 7시 5분 ~ 8시
- 1994년 10월 11일 ~ 1994년 10월 25일 : 매주 화요일 밤 8시 30분 ~ 9시 20분

## 제작진
- 연출 : 이영희 (1~ 5회), 전산 (1 ~ 103회), 윤석호 (1 ~ 40회), 이덕건 (41 ~ 60회)
- 극본 : 김지수, 손영목

## 등장 인물

### 주요 인물
- 신범수(이병헌) : 건축과 91학번 / IQ 80-140 / 걸어다니는 화약고
- 차헌성(김정균) : 경영학과 91학번 / 자충우돌 용두사미형 / 당구400
- 박성일(이지형) : 경영학과 91학번 / RH+ AB / 순진가련 비굴형
- 황진선(김현아-김정난) : 의상학과 91학번 / 유비통신 명예기자
- 김미리(이경심) : 국문과 91학번 / 국문과 크레믈린
- 유현경(고소영) : 국문과 91학번 / 청바지 지상주의자 / 주민등록지-플로리다주
- 한혜빈(박소현) : 국문과 93학번 / 제19화(미팅학개론)부터 출연
- 오솔미(한혜선 / 오솔미 / 한규) : 철학과 92학번 / 제26화(사랑예감)부터 출연

- 이윤수(장정연) : 국문과 94학번 / 제76화(또하나의만남<1>)부터 출연
- 변홍철(손창준) : 건축과 94학번 / 제77화(또하나의만남<2>)부터 출연
- 장재란(문수진) : 일문과 94학번 / 제80화(처음 그 느낌)부터 출연
- 하동아(손종범) : 경영학과 92학번. 거짓말을 일삼아 증산도 동아리에서 쫓겨남. 자신이 복학생이고 아이가 있다는 거짓말을 해 성일이와 헌성이를 이용해 먹는다. 나중에 성일이와 헌성이한테 들켜 깍듯이 선배로 모신다. 96회에 정식으로 문화비평재단에 가입한다.

### 학교 인물
- 이지민 (김혜리) : 신범수(이병헌 분)의 같은과 친구였다가 자퇴후, 다시 수능을 봐 타학교 법대로 재입학한 인물로, 야학선생도 겸하고 있다. 57-62회까지 출연.
- 이상문 (정영경) : 건축과 91학번. 여행동아리 회장. 신범수(이병헌 분)의 같은과 친구로 가끔씩 등장하다가, 나중에 범수가 빠진[2] 해외여행의 주된 리더로, 잠시 활동하는 인물
- (이영재) : 건축학과 조교
- (이한위) : 건축학과 조교
- (양재원) : 경영학과 조교
- (홍륜의) : 국문과 조교

### 주변 인물
- 황장수 (송재호) : 황진선의 아버지 역
- (서우림) : 황진선의 어머니 역
- 옥정희(김형자) : 김미리의 어머니 역(밥하우스 사장님)
- 나종보(신동훈) : 황진선의 큰형부 역 / 차헌성 박성일의 고향선배 (차헌성, 박성일에게 방을 빌려줌)
- 황진옥(서갑숙) : 황진선의 큰언니 역 / 차헌성 박성일의 고향선배의 부인 (차헌성, 박성일에게 방을 빌려줌)
- 황진숙(김정아) : 황진선의 동생 역(고3 수험생)
- 신영학(박웅) : 신범수 아버지역 (15회부터 출연)
- (장희진) : 신범수 어머니 역 (15회부터 출연)
- (김형일) : 카페(노래사랑) 사장님 역
- (조민희) : 한혜빈(박소현 분)의 둘째 언니로 45회부터 출연
- (신귀식) : 한혜빈(박소현 분)의 아버지 역 (46회 출연)
- (맹호림) : 오솔미의 아버지 역 (70회 출연)
- (함석훈) : 오솔미의 오빠 역 (66회 출연)
- 김성희

### 그 외 인물
- 차헌성(김정균)이 첫눈에 반한 여자?(남자)의 남자고등학교 친구 역으로 손현주가 8회에 단역으로 출연한 바 있다.
- 유현경(고소영)의 미국 유학파 선배 역으로 윤다훈이 9-14화에 출연한 바 있다.
- 신범수(이병헌)의 선배 부부 역으로 손현주와 윤유선이 32화 복수와 단수에 출연한 바 있다.
- 신범수(이병헌)의 선배 역할로 박현숙이 43회, 44회에 출연한 바 있다.
- 사학과 교수로 '졸리는 천사'라는 별명을 가진 신구가 47회 교수 역으로 출연한 바 있다.
- 박성일(이지형)의 과 후배 역할로 임호가 60, 102회에 출연한 바 있다.
- 황진선(김현아)의 과 친구 역할로 강민경이 69, 70회에 출연한 바 있다.
- 차헌성(김정균)의 아버지로 이일웅이, 박성일(이지형)의 아버지로 정진(정수황)이 87회에 출연한 바 있다.

## OST
- 내일은 사랑 - 이후종 (오프닝 곡)
- 장미의 미소 - 신인수
- 남겨진 모습 - 오솔미
- 우리는 하나 - 합창곡

## 에피소드
| 회차    | 제목                                  | 특이사항                | 방영일       |
| ------- | ------------------------------------- | ----------------------- | ------------ |
| 제001화 | 나비 짱짱, 범나비 짱짱                |                         | 1992. 11. 10 |
| 제002화 | 돌멩이 하나 커피 두 잔 장미꽃 한 다발 |                         | 1992. 11. 17 |
| 제003화 | 겨울로 가는 길목                      |                         | 1992. 11. 24 |
| 제004화 | 내 마음에 슬픔하나                    | 문비(문화비평재단) 결성 | 1992. 12. 01 |
| 제005화 | 잃어버린 돈을 찾아서                  |                         | 1992. 12. 08 |
| 제006화 | 사랑 만지기                           |                         | 1992. 12. 15 |
| 제007화 | 고소한밤, 거북한밤                    |                         | 1992. 12. 22 |
| 제008화 | 남자가 여자를 사랑할때...             |                         | 1992. 12. 29 |
| 제009화 | 스물 두 살의 프롤로그                 |                         | 1993. 01. 05 |
| 제010화 | 흔들린 겨울                           |                         | 1992. 01. 12 |
| 제011화 | 성적표와 기차표                       |                         | 1993. 01. 19 |
| 제012화 | 내 행운의 동전 하나                   |                         | 1993. 01. 26 |
| 제013화 | 연분홍 꽃눈물                         | 고소영 하차             | 1993. 02. 02 |
| 제014화 | 그리움에는 이유가 없다                |                         | 1993. 02. 09 |
| 제015화 | 동해바다로                            |                         | 1993. 02. 16 |
| 제016화 | 우리도 그들처럼                       |                         | 1993. 02. 23 |
| 제017화 | 후배가 뭐길래                         |                         | 1993. 03. 02 |
| 제018화 | 아무나 과대표                         |                         | 1993. 03. 09 |
| 제019화 | 미팅학개론                            | 한혜빈(박소현) 등장     | 1993. 03. 16 |
| 제020화 | 독일 낭만주의와 파우스트              |                         | 1993. 03. 23 |
| 제021화 | 양치기 소년                           |                         | 1993. 03. 30 |
| 제022화 | 사랑은 음악처럼                       |                         | 1993. 04. 06 |
| 제023화 | 봄봄봄                                |                         | 1993. 04. 13 |
| 제024화 | 현성이의 시험작전                     |                         | 1993. 04. 20 |
| 제025화 | 쥬템므, 범수!                         |                         | 1993. 04. 27 |
| 제026화 | 사랑예감                              | 오솔미(한혜선) 등장     | 1993. 05. 04 |
| 제027화 | 그리운 가슴 빈자리에                  |                         | 1993. 05. 11 |
| 제028화 | 축제 그리고 질투                      |                         | 1993. 05. 18 |
| 제029화 | 그렇게 그자리에                       |                         | 1993. 05. 25 |
| 제030화 | 장미의 미소                           |                         | 1993. 06. 01 |
| 제031화 | 5분의1 별곡                           |                         | 1993. 06. 08 |
| 제032화 | 단수와 복수                           |                         | 1993. 06. 15 |
| 제033화 | 여름이 부른다                         |                         | 1993. 06. 22 |
| 제034화 | 여름여행(1) 함께 가는길               |                         | 1993. 06. 29 |
| 제035화 | 여름여행(2) 우리는 지금 지리로 간다   |                         | 1993. 07. 06 |
| 제036화 | 여름여행(3) 섬에서 생긴일             |                         | 1993. 07. 13 |
| 제037화 | 여름여행(4) 부여로 가는 길            |                         | 1993. 07. 20 |
| 제038화 | 여름여행(5) 여름사랑                  |                         | 1993. 07. 27 |
| 제039화 | 더운여름 힘든여름                     |                         | 1993. 08. 03 |
| 제040화 | 질투하는 여자가 아름답다              |                         | 1993. 08. 10 |
| 제041화 | 친구,아직도 세상엔...                 |                         | 1993. 08. 17 |
| 제042화 | 여름 뒷풀이                           |                         | 1993. 08. 24 |
| 제043화 | 돌아온 사람, 떠나는 사람(전편)        |                         | 1993. 08. 31 |
| 제044화 | 돌아온 사람, 떠나는 사람(후편)        |                         | 1993. 09. 07 |
| 제045화 | 여기서 우리의 사랑을 이야기하자(전편) |                         | 1993. 09. 14 |
| 제046화 | 여기서 우리의 사랑을 이야기하자(후편) |                         | 1993. 09. 21 |
| 제047화 | 추야(秋夜)                            |                         | 1993. 09. 28 |
| 제048화 | 남과 여                               |                         | 1993. 10. 05 |
| 제049화 | 이사가던 날                           |                         | 1993. 10. 12 |
| 제050화 | 친구라는 건                           |                         | 1993. 10. 19 |
| 제051화 | 어디서 무엇이 되어                    |                         | 1993. 10. 26 |
| 제052화 | 요즘 아이들 버릇이 없어               |                         | 1993. 11. 02 |
| 제053화 | 개구리들이여, 올챙이적 생각을 하라    |                         | 1993. 11.09  |
| 제054화 | 대중문화에 관하여                     |                         | 1993. 11. 16 |
| 제055화 | 은지가 세상과 만나던 날               |                         | 1993. 11. 23 |
| 제056화 | 사랑의 운명선                         |                         | 1993. 11. 30 |
| 제057화 | 자존심 대 자존심                      |                         | 1993. 12. 07 |
| 제058화 | 꽃이 되고 싶지 않은 꽃                | 손종범 등장             | 1993. 12. 14 |
| 제059화 | 사랑, 우정 그 너머엔                  |                         | 1993. 12. 21 |
| 제060화 | 세모, 그리고 사랑하는 사람들          |                         | 1993. 12. 28 |
| 제061화 | 또 하나의 겨울                        |                         | 1994. 01. 04 |
| 제062화 | 이별이란                              |                         | 1994. 01. 11 |
| 제063화 | 기다리는 사람들                       |                         | 1994. 01. 18 |
| 제064화 | 못생긴 나비                           |                         | 1994. 01. 25 |
| 제065화 | 우리는 하나 (전편)                    |                         | 1994. 02. 01 |
| 제066화 | 우리는 하나 (후편)                    | 오솔미(한혜선) 하차     | 1994. 02. 08 |
| 제067화 | 싱가포르에서 바탐까지                 |                         | 1994. 02. 15 |
| 제068화 | 바탐에서 말라카                       |                         | 1994. 02. 27 |
| 제069화 | 콸라룸푸르에서 서울까지               |                         | 1994. 03. 06 |
| 제070화 | 시작 그리고 끝                        |                         | 1994. 03. 13 |
| 제071화 | 후배님 모시기                         |                         | 1994. 03. 20 |
| 제072화 | 시가 있는 땅                          |                         | 1994. 03. 27 |
| 제073화 | 첫사랑                                |                         | 1994. 04. 03 |
| 제074화 | 신공방전                              |                         | 1994. 04. 10 |
| 제075화 | 봄비                                  |                         | 1994. 04. 17 |
| 제076화 | 또 하나의 만남 (전편)                 | 장정연 등장             | 1994. 04. 24 |
| 제077화 | 또 하나의 만남 (후편)                 | 손창준 등장             | 1994. 05. 01 |
| 제078화 | 나 실제 괴로움은                      |                         | 1994. 05. 08 |
| 제079화 | 그들은 늘 싸운다                      |                         | 1994. 05. 15 |
| 제080화 | 처음 그 느낌                          | 문수진 등장             | 1994. 05. 22 |
| 제081화 | 나도 야한 여자가 좋다                 |                         | 1994. 05. 29 |
| 제082화 | 바람 불어 슬픈 날                     |                         | 1994. 06. 05 |
| 제083화 | 게임의 말로                           |                         | 1994. 06. 12 |
| 제084화 | 건망증과 언약식                       |                         | 1994. 06. 19 |
| 제085화 | 키스의 전주                           |                         | 1994. 06. 26 |
| 제086화 | 건달과 시인                           |                         | 1994. 07. 03 |
| 제087화 | 상경기와 이별기 <1>                   |                         | 1994. 07. 10 |
| 제088화 | 상경기와 이별기 <2>                   | 박소현 하차             | 1994. 07. 17 |
| 제089화 | 사랑의 화살표                         |                         | 1994. 07. 24 |
| 제090화 | 날씨 탓이야                           |                         | 1994. 07. 31 |
| 제091화 | 머나먼 제주                           |                         | 1994. 08. 07 |
| 제092화 | 바람 부는 섬                          |                         | 1994. 08. 14 |
| 제093화 | 꿈꾸는 남국                           |                         | 1994. 08. 21 |
| 제094화 | 그대 나를 깨우리                      |                         | 1994. 08. 28 |
| 제095화 | 범수와 범수                           |                         | 1994. 09. 04 |
| 제096화 | 장강의 앞물은                         |                         | 1994. 09. 11 |
| 제097화 | 그 곳이 차마 꿈엔들                   |                         | 1994. 09. 18 |
| 제098화 | 그들의 연인                           |                         | 1994. 09. 25 |
| 제099화 | 가을 편지                             |                         | 1994. 10. 02 |
| 제100화 | 흐르는 강물처럼                       |                         | 1994. 10. 09 |
| 제101화 | 사랑 싸움은 사랑으로                  |                         | 1994. 10. 11 |
| 제102화 | 거짓말 대장                           |                         | 1994. 10. 18 |
| 제103화 | 다시 만날 그날에                      |                         | 1994. 10. 25 |

## 참고 사항
- 촬영장소는 서울시립대학교이다.
- 박소현(한혜빈 역)이 MBC <종합병원>에 투입[3]되면서 무릎 수술을 받기 위해 교환교수로 떠나는 아버지와 함께 프랑스로 떠나며 하차하자 1학년 새내기들이 2학년이 되면서 분위기 반전을 노렸지만 인기가 하락하였다. 방송 시간대까지 옮겼으나 반등에는 실패하였으며 차헌성이 군입대를 하는 것으로 마지막 방송을 하였다.
- 1994년에 일요일 저녁 시간대로 바뀌면서, 동시간대 경쟁 프로그램 《일요일 일요일 밤에》에 밀려 시청률이 점차 하락하였으며, 소재 고갈 등으로 인해 1994년 가을개편 때 막을 내렸다.
- 94화에서 편지 내레이션으로 박소현이 참여했다.

## 수상
- 1992년 KBS 연기대상 남자 신인상 이병헌
- 1993년 KBS 연기대상 남자 우수연기상 이병헌
- 1993년 KBS 연기대상 여자 신인상 김정난
- 1994년 백상예술대상 TV부문 여자 신인연기상 김정난